# بيتر فيشر (سياسي)
بيتر فيشر (بالإنجليزية: Peter Fischer)‏ هو سياسي أمريكي، ولد في 21 يونيو 1958. حزبياً، نشط في الحزب الديمقراطي. وقد انتخب عضو مجلس نواب مينيسوتا.

## وصلات خارجية
- الموقع الرسمي